# Večeře Páně
Večeře Páně je označení pro rituální připomínku Poslední večeře Ježíše Krista neboli slavení eucharistie, jemuž dávají přednost především církve vzešlé z protestantské reformace.
Název pochází z Prvního listu apoštola Pavla Korintským, kde je poprvé užito výrazu „Večeře Páně“ (ř. δεῖπνον κυριακὸν, lat. Coena Domini'); v předchozí kapitole používá výraz „stůl Páně“ (ř. τράπεζα κυρίου, lat. mensa Domini).

## Poslední večeře
Poslední večeře byla formálně oslavou svátku Pesach (židovských Velikonoc). Z biblického textu tzv. Ustanovení Večeře Páně i z dalších biblických míst ovšem vyplývá, že při zmíněné večeři Ježíš symbolicky poukazuje na své vykupitelské poslání, které se děje skrze smrt na kříži, při níž je jako starozákonní beránek obětován za hříchy lidstva. Tím došlo pozměnění a aktualizaci symbolického významu svátku Pesach.
K přeznačení došlo podle mínění badatelů u ritu chleba (odkaz k chlebu otroctví, který jedli předkové Izraelců v Egyptě byl nahrazen odkazem ke Kristovu tělu) a u třetího ze čtyř sederových kalichů (představujících jednotlivé fáze vysvobození z Egypta) – kalichu „spásy“ (ve skutečnosti podle hebr. textu „vykoupení“, גאל), zvaného též „kalich požehnání“ (podle velké dobrořečící modlitby birchat ha-mazon; srov. τὸ ποτήριον τῆς εὐλογίας – viz následující tabulka:
| Pesachová večeře (Seder pesach, סֵדֶר פֶּסַח) | Poslední večeře a Eucharistie                 |
| 1. kalich („Vyvedu vás ven …“), kiduš a předkrm (omytí rukou vedoucího a zelenina namočená v octě)                                                                            |                                               |
| 2. kalich („Osvobodím vás …“), hagada (Ex 12–14 – srov. Ex 13,8.14) modlitba Dajenu („Stačilo by nám“), zpěv žalmů (1. část Halelu – Ž 113 a 114) a druhé mytí rukou (všech). | (1. kalich u Lukáše – Lk 22, 17 (Kral, ČEP)   |
| Ritus chleba (birchat ha-moci) | Ritus eucharistického chleba                  |
| jídlo (1. část macesu, byliny s omáčkou, byliny s 2. částí macesu, večeře s vejcem, opečenou kostí atd., hledání a snězení 3., skryté části macesu)                           | (společné jídlo – v apoštolské době, 1Kor 10) |
| 3. kalich („Zachráním (spasím) vás …“ – kalich spásy, kalich požehnání) + birchat ha mazon                                                                                    | Ritus eucharistického kalicha                 |
| 4. kalich („Přijmu vás za lid svůj …“), 2. část Halelu (žalmy 115–118) a lidové tradice.                                                                                      |                                               |

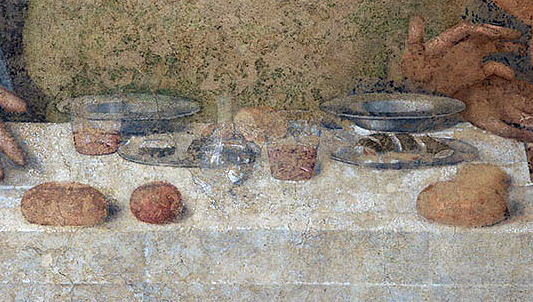
Detail Poslední večeře Leonarda da Vinci

Rity pesachového sederu (spolu s prvky z židovské synagogální liturgie) bylo ovlivněno rovněž raně křesťanské slavení Eucharistie, jak je doloženo např. v Didaché 9 a 10.
Janovo evangelium klade (na rozdíl od synoptiků) do času slavení hodu beránka již Ježíšovo ukřižování, Poslední večeře by se v tom případě časově nekryla s pesachovou hostinou a konala by se v rámci jiné židovské slavnostní hostiny.

## Večeře Páně v luterských církvích
V luterských církvích (vzešlých z reformace Martina Luthera) jsou pro svátost Večeře Páně užívány ještě jiné výrazy, známé z dalších církevních prostředí: Svátost oltářní, Svaté přijímání (angl. holy communion), Eucharistie, Hostina Páně (něm. Herrenmahl) apod.

### Pohled tradičního učení
Otázka Večeře Páně je věroučně rozpracována v tzv. symbolických knihách (lutherských věroučných spisech obsažených v Knize svornosti):
- V Augsburském vyznání (AV), čl. 10 (O mši), 22 (O svátostí pod obojí způsobou), 24 (O mši), a v Apologii (Obraně) Augsburského vyznání v komentářích k těmto článkům.
- Ve Šmalkaldských článcích (SA), čl. II/2 (O mši) a III/6 (O svátosti oltářní).
- Ve Velkém katechismu, část V. a Malém katechismu, část V.
- Ve Formuli svornosti (FC) – Solida Declaratio (SD) čl. 7 a Epitome čl. 7 (O svaté Večeři Páně)

Základem luterského pohledu na Večeři Páně je učení o reálné přítomnosti Ježíše Krista ve svátosti: O Večeři Páně (naše církve) učí, že Kristovo tělo a Kristova krev v ní jsou opravdu přítomny a rozdíleny požívajícím (AV 10), Je to pravé tělo a krev našeho Pána Ježíše Krista pod způsobou chleba a vína pro nás křesťany, abychom jedli i pili, jak to sám Kristus ustanovil. (Malý katechismus).
Způsob této reálné přítomnosti je podle lutherství pouhému rozumu nepřístupný. Proto luteráni rezignují na čistě filozofický výklad (termín konsubstanciace, někdy uváděný v této souvislosti, je nepřesný a byl užíván spíše protivníky k odlišení od transsubstanciace). Raději užívají teologického výraziva a mluví o tzv. svátostném sjednocení (unio sacramentalis). Tělo a krev Krista jsou s chlebem a vínem sjednoceny (podobně jako božství a lidství v Kristu prostřednictvím hypostatické unie), aniž by se jedno v druhé měnilo, takže je možné o konsekrovaných živlech mluvit zároveň jako o „chlebu“ i o „těle Kristově“, respektive o „vínu“ a „krvi Kristově“.
Co se týče trvání Kristovy přítomnosti, luteráni věří, že tato přítomnost je spojena s konáním vlastní svátosti a nepokračuje bez tohoto kontextu (extra usum, „mimo užití“). Lutherství tedy nevyznává (na rozdíl od římskokatolické církve) trvalou proměnu živlů v tělo a krev Krista i po slavení Večeře Páně. Reálná přítomnost je vázána na vlastní úkon svátosti (actio sacramentalis), který zahrnuje vše, co Ježíš konal nebo přikázal konat při ustanovení Eucharistie – žehnání, lámání a rozdílení chleba, podávání kalicha, jedení a pití. Kristova přítomnost tedy podle tradičního luterského pojetí trvá od vyslovení slov ustanovení Večeře Páně až do okamžiku, kdy svátost přijme poslední účastník společenství. Není vázána na víru přijímajícího, to znamená, že tělo a krev Páně (nehodně, ke svému odsouzení) přijímají i bezbožní.

### Odmítnuté pozice
Luterské učení o Večeři Páně se vymezilo proti dvěma soudobým teologickým pozicím.
- proti nauce římského katolicismu, především proti myšlence Eucharistie jako smírčí oběti za živé a mrtvé, která je vykonávána jako záslužný skutek[10], a dále proti učení o transsubstanciaci[11]. Kritice byla rovněž podrobena praxe vysluhování pod jednou[12].
- proti naukám radikálnějších reformátorů (Karlstadta, Schwenckfelda, Zwingliho a Kalvína), kteří popírali reálnou přítomnost[13] a „nehodné přijímání“ (manducatio indignorum) Kristova těla a krve bezbožnými[14].

### Způsob slavení
Tradiční způsob slavení navazuje na středověkou mši – koná se na oltáři, který je oddělen od věřících zábradlím s klekátky. Užívá se většinou hostií, neboť forma použitého chleba nerozhoduje, rovněž ani barva a kvalita vína. Pastor po prefaci pronáší slova ustanovení, během nichž žehná chléb a kalich znamením kříže. Následuje modlitba Otče náš a zpěv Agnus Dei, po kterém pastor podává svátost pod obojí způsobou věřícím, klečícím okolo oltářního zábradlí. Před samotným vysluhováním často předchází individuální rozhřešení. Řada luterských církví však tento způsob slavení již inovovala, především užitím eucharistické modlitby podle starokřesťanských vzorů.

## Večeře Páně v reformovaných církvích

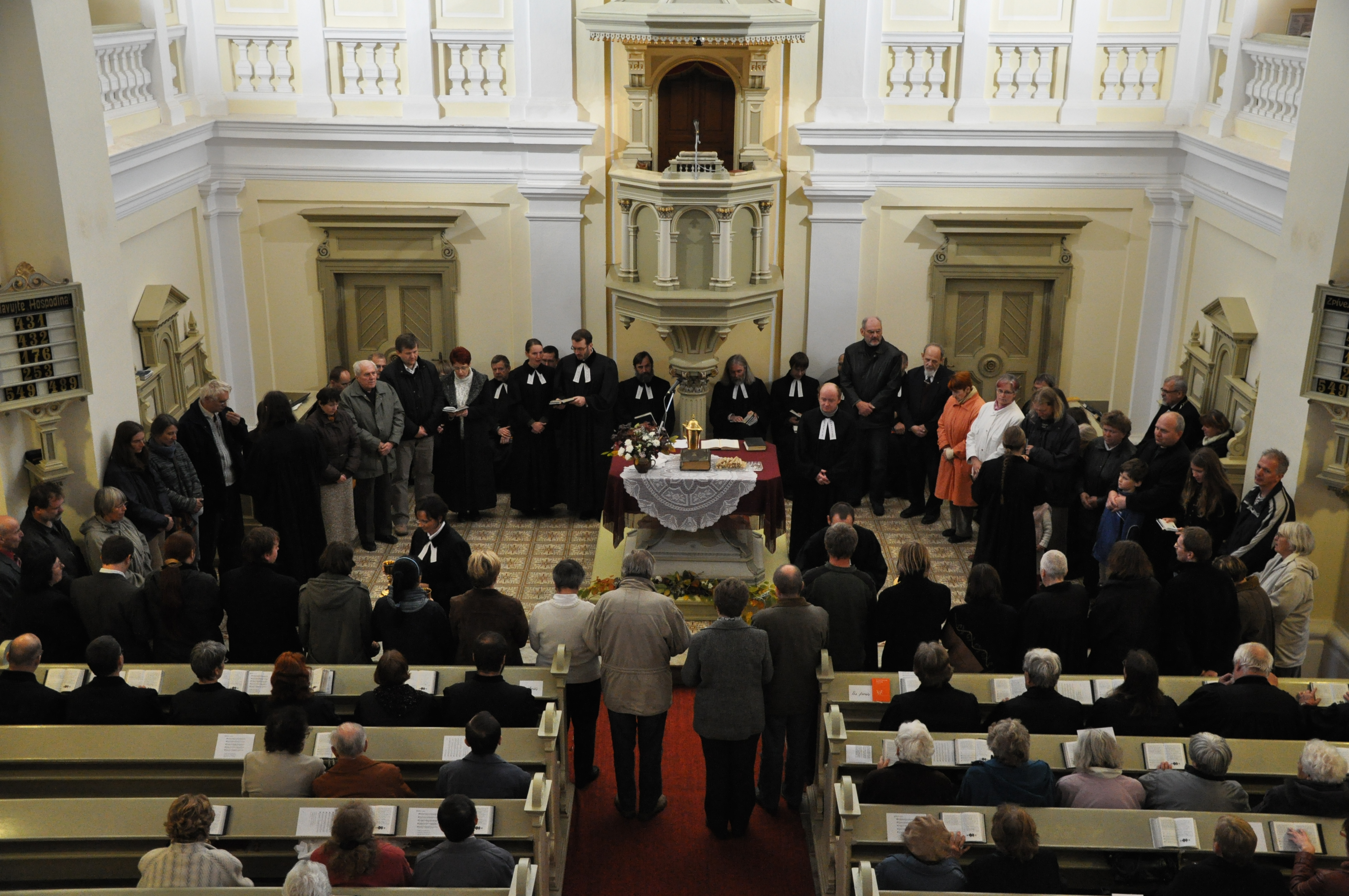
Večeře Páně v Českobratrské církvi evangelické během ordinace (Nové Město na Moravě, 2010).

Pojetí Večeře Páně v církvích vzešlých ze švýcarské reformace se polemicky vymezuje proti pojetí římskokatolickému a luterskému. Přímo vyslovují spíše svá opravná stanoviska, které však nelze izolovaně od předchozích stanovisek brát jako celek jejich nauky. Reformovaní odmítají označení svého pojetí za čistě symbolické. Krista ve Večeři Páně pokládají také za skutečně přítomného, ač se jejich pojetí vymyká běžnému významu termínu reálná přítomnost.

### Odmítnutí opakování oběti
Pro reformované pojetí Večeře Páně je klíčové odmítnutí římskokatolické mše, chápané jako opakování Kristovy oběti na kříži. (Tato kritika je přítomna i v luterství.) Reformovaná kritika by tak zahrnovala i novější římskokatolickou formulaci, totiž eucharistii jako zpřítomění Kristovy oběti. Zdůrazňována je časová a prostorová (na jedno místo vázaná) povaha Kristovy oběti „jednou pro vždy“.

### Odmítnutí descendence
Proti luterskému důrazu na sjednocení Kristovy lidské a božské přirozenosti dávají reformovaní důraz na jejich rozdílnost. Kristus jako Bůh je všudypřítomný (skrze Ducha svatého), jeho tělo je však od Nanebevstoupení přítomné na pravici Boží v nebi; jako tělo každého člověka je vázáno na jedno místo, jinak by se podle reformovaných nedalo mluvit o jeho pravém lidství. Kristus při Večeři Páně nesestupuje na zem (descendence). Kristus přijde v těle podle Písem při druhém příchodu na konci času, do té doby zůstává na pravici Boží v nebi.

### Ulrich Zwingli
Zwingliho názor na Večeři Páně se vyvíjel zejména v debatě s Luterány. Nikoliv však jedním směrem, pohyboval se průběžně od stanovisek radikálních ke kompromisním a naopak. Obecně však lze říci, že Zwingli chápal Večeři Páně především jako názornou připomínku Kristovy oběti a dále jako akt slavnostního přihlášení se k této oběti po způsobu vojenské „přísahy na prapor Ježíše Krista“. Ve vyhrocené podobě přijali toto stanovisko anabaptisté, původně Zwingliho žáci. Od nich je přejali současní baptisté, adventisté a letniční církve.

### Jan Kalvín
Cílem Jana Kalvína v otázce Večeře Páně byl především smír se starší tradicí a s ostatními proudy reformace. I v rámci církevní diplomacie usiloval o smíření luteránů a zwingliánů. Na jednu stranu spolu s Zwinglim zastává, že Kristovo tělo je pouze v nebi. Na druhou stranu ovšem zastává, že věřící při Večeři Páně přijímají skutečné tělo a skutečnou krev Krista. Děje se tak ovšem duchovně. To ovšem neznamená „jen jako“; duch v kalvinismu tělo zcela zahrnuje, tělo bez ducha je „vůbec ničím“.
Pro názornost se užívá příkladu královské pečeti. Pečeť sice není král, ale na čem je králova pečeť, to se z královy vůle děje. Lze užít modernějšího příkladu bankovek: Ty jsou samy o sobě jen kusem papíru, ale díky státnímu potisku a státní garanci si za ně lze zcela reálně koupit daleko více,než je cena samotného papíru.
Lze tedy říci, že ve stejnou chvíli, kdy věřící přijímá vnějšně chléb a víno, přijímá skrze Ducha svatého vnitřně skutečné tělo a krev Kristovu. Jak k tomu dochází, je již druhotné, důležitá je Boží garance, že se tak skutečně děje. Jsou dva přístupy: Buď srdce věřících v okamžiku přijímání vystupují ke Kristu do nebe (Kalvín zachoval z eucharistické liturgie úvodní zvolání Vzhůru srdce). Nebo obraz slunce, které se nehne z nebe a přece je všude přítomno jeho světlo. Na rozdíl od římskokatolického a luterského pojetí ti, kteří nevěří, nepřijímají podle reformovaných tělo a krev Krista, ale jen chléb a víno, protože přijímání je prostředkováno Duchem svatým.
Jan Kalvín ve svém ženevském působišti neúspěšně prosazoval každonedělní vysluhování Večeře Páně jako nedílné součásti pravé bohoslužby – slova a svátosti. Tento jeho důraz v pozdější reformované praxi (vysluhování jen o svátcích) zanikl. Udrželo se naopak jeho pojetí Večeře Páně jako příležitosti k církevní kázni – za závažné prohřešky od ní byli věřící dočasně vylučováni.

### Druhá helvetská konfese
uvádí v článku 21, oddíle 3:
| „                                        | Tak věřící přijímají to, co dává služebník Páně, jedí chléb Páně a pijí z kalicha Páně, zatím co uvnitř působením Kristovým požívají skrze Ducha svatého také tělo a krev Páně a jsou jimi syceni k věčnému životu. Tělo a krev Kristova přece jest pravý pokrm a nápoj k životu věčnému. | “ |
| — Confessio helvetica posterior čl. 21:3 | |   |

Samo vyznání lze chápat jako kompromisní text mezi kalvínským a zwingliánským proudem švýcarské reformace; text se tedy znatelně vyhýbá rozlišení tělesného a duchovního. Mezi termíny duchovní a symbolický není v tomto textu rovnítko. Naopak, duchovní skutečnost je nejzazší skutečností, která tělo přirozeně zahrnuje a proto již není potřebné je zvláště tematizovat. (Tak se děje pouze v článcích odmítajících bludy.)

### Další vývoj a současnost
Zejména u Jana Kalvína je patrná snaha oprostit nauku o Večeři Páně nutnosti filozofického zdůvodňování. Tedy nechat vedle sebe stát bez syntézy dvě nezpochybnitelné složky: Nezpochybnitelně viditelný chléb a víno, tj. živly; a stejně tak (pro věřícího) nezpochybnitelné slovo ustanovení „toto jest mé tělo“ Druhá složka této nerozlučné dvojice, tj. Boží slovo, konečně určující veškerou realitu, byla v pozdějším vývoji značně opomenuta. Důraz reformovaných církví se výrazně posunul na pouhé zachování původní podstaty chleba a vína. Toto vychýlení původní pozice bylo zřejmě jednak důsledkem paušální kritiky reformované pozice z katolické a luterské strany, jednak tato dílčí část souzněla s nastupujícím racionalismem.
V současnosti se tak lze často setkat se znatelným rozdílem pojetí Večeře Páně u teologicky vzdělaných reformovaných, kteří nauku své církve považují za svého druhu nauku o reálné přítomnosti a laiků, kteří v rámci zjednodušujícího konfesního vymezování mylně chápou nauku své církve o Večeři Páně jako prostě symbolickou.

## Večeře Páně v české reformaci

### Jednota bratrská
Bratrské vyznání z r. 1535 (ve znění z r. 1662) hovoří o Večeři Páně takto:
| „                             | Chléb večeře Páně jest tělo Pána Jezu Krista za nás vydané a víno v kalichu krev jeho za nás vylitá na odpuštění hříchů. Tak zajisté zjevně Kristova slova znějí: To jest mé tělo, to jest krev má. Kteráž slova ne jinam než k chlebu a vínu obráceny býti mají. Tělo pak a krev ne jiné se rozumněti mohou, než to vlastně tělo Kristovo, kteréž z nás a pro nás byl přijal a nám za pokrm mukami připravoval, a ta vlastně krev (v níž jeho život, život věčný byl, 3 Moj. 17, 1; Jan 1, 4), kterouž on z těla svého štědře vylévaje za nápoj církvi své připravoval. Těm tedy slovům tak, jakž byly vysloveny rozuměno býti má (bez přidávání a ujímání) věříme. | “ |
| — Bratrské vyznání čl. 13:2-3 | |   |

### Česká konfese
Česká konfese, společné vyznání českých nekatolických církvi z r. 1575, učí o Večeři Páně takto:
| „                    | O velebné svátosti kšaftu poslední večeře od samého Krista Pána před utrpením jeho nařízené, věříme a vyznáváme, že ten chléb v též večeři jest pravé tělo Krista Pána za nás dané a zrazené a víno v kalichu jest pravá krev Pána našeho Ježíše Krista za nás vylitá na odpuštění hříchů a přijímajícím se podává, aby jedouce tělo a pijíce krev Krista Pána to činili na připomínání a zvěstování smrti jeho nevinné, dokavadž nepřijde. | “ |
| — Česká konfese 15:1 | |   |

## Večeře Páně v mormonismu
Svátost Večeře Páně je v mormonismu považována za jeden z nejvýznamnějších obřadů církve. Probíhá každou neděli na shromážděních církve.